# Cittadella di Aleppo
La cittadella di Aleppo è una fortezza posta su una collina artificiale, alta circa 50 m, al centro della città antica di Aleppo, nella Siria settentrionale.

## Storia
Il più antico ritrovamento nella cittadella è una coppia di leoni in basalto che ornavano un tempio ittita dedicato a Hadad, risalenti al X secolo a.C.. La collina invece esisteva probabilmente già tra il IV e il III millennio a.C. ed è probabile che fosse già stata fortificata dagli amorrei di Yamkhad nel II millennio a.C..
Di fatto inespugnabile, la fortezza si arrese solo a Hulagu Khan, nipote di Gengis Khan, che la saccheggiò e massacrò la guarnigione. Poi Tamerlano la conquistò con l'inganno.
Durante il dominio macedone (le terre conquistate da Alessandro Magno) fu costruita l'acropoli. Ai tempi di Giustiniano fu scavata una grande cisterna sotterranea, detta "prigione di sangue", perché gli arabi la usarono come segreta. Nel 945, la residenza del governatore fu trasformata in un palazzo dalla dinastia degli Hamdanidi. Nel 1167, Norandino fece costruire la moschea Makam Ibrahim al-Asfal, nel luogo dove la leggenda narra che Abramo mungesse la sua vacca. Nel 1214, al-Zahir Ghazi fece costruire la Grande moschea e poi, nel 1230, un complesso di edifici di 40 stanze (Palazzo Ayyubide), ora in rovina e infine, dopo l'ultima devastazione dei Mongoli, del 1401, Jakam fece costruire la sala del trono, lunga 27 metri e larga 24 metri, poi abbellita dai suoi successori.
I governatori ottomani vi stabilirono la loro residenza facendo costruire un hammam e all'interno costruirono una caserma, poi utilizzata anche dall'esercito francese.
Tra il 2012 e il 2016, la cittadella ha subito gravi danni durante la battaglia di Aleppo, venendo riaperta al pubblico nel 2017.
La cittadella è stata ampiamente danneggiata dal terremoto del 6 febbraio 2023 di magnitudo 7,8.